# Vorbach
Vorbach är en kommun och ort i Landkreis Neustadt an der Waldnaab i Regierungsbezirk Oberpfalz i förbundslandet Bayern i Tyskland.
Kommunen ingår i kommunalförbundet Kirchenthumbach tillsammans med köping Kirchenthumbach och kommunen Schlammersdorf.